# Zamyn-Üüd
Zamyn-Üüd (mongolsky Замын-Үүд, Zamyn-Üüd) je sum Východogobijského ajmagu na jihovýchodě Mongolska.
Město se nachází na Transmongolské magistrále v místě jediného železničního a významného silničního spojení mezi Mongolskem a Čínskou lidovou republikou. Na čínské straně hranic je Erenhot, město ve Vnitřním Mongolsku. Pohraniční stráž napočítala více než 950 000 přechodů hranic v roce 2004.
V dubnu 2007 započala stavba 432 km dlouhé zpevněné silnice mezi Čojrem a Zamyn Üüdem přes Sajnšand. Dokončena měla být v říjnu 2007.
Volná zóna obchodu „Zamyn-Üüd“ byla vytvořena v roce 2004. Zabírá plochu o rozloze 400 ha a nachází se mezi osadou Zamyn-Üüd a čínskou hranicí.